# Berezówka (Monasterzyska)
Berezówka (ukr. Березівка) – dawna wieś, obecnie część miasta Monasterzyska na Ukrainie, w obwodzie tarnopolskim. Rozpościera się na południowy zachód od centrum miasta, w rejonie ulicy Akademika Hnatiuka.
W II RP Berezówka stanowiła gminę jednostkową przynależała do woj. tarnopolskiego i powiatu buczackiego; w 1921 roku liczba mieszkańców wynosiła 1207. 1 lipca 1926 gminę Berezówka zniesiono, włączając ją do miasta Monasterzyska.